# Поджорново
Поджорново — деревня в Зуевском районе Кировской области.

## География
Находится на правобережье реки Чепца на расстоянии примерно 14 километров по прямой на северо-запад от районного центра города Зуевка.

## История
Упоминается с 1615 года как Починок на Поджерновном. В 1646 году Погост Жерновской записан в Чистянском стане Слободского уезда. Затем между 1678 и 1706 годами Поджорновский погост был перенесен из Слободского уезда с правобережья Чепцы в Чепецкий стан Хлыновского уезда и построен на новом месте: на речке Малой Кордяге, левом притоке Чепцы.  В переписи 1706 году населенный пункт учтен как пустой. Позднее он  здесь сохранился, но в статусе деревни Поджорново (Старое Поджорново). В 1873 году учтено было дворов 19 и жителей 168, в 1905 40 и 155, в 1926 44 и 281, в 1950 95 и 319 соответственно. В 1989 году учтено 55 жителей. 

## Население
Постоянное население  составляло 20 человек (русские 100%) в 2002 году, 8 в 2010.